# Rezistența poloneză în Al Doilea Război Mondial

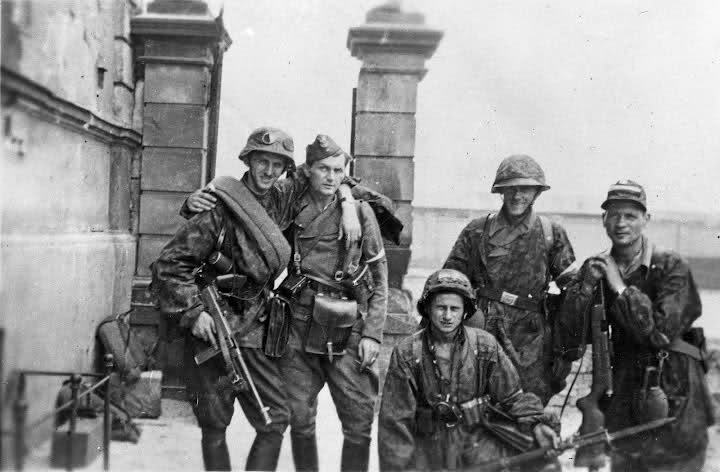

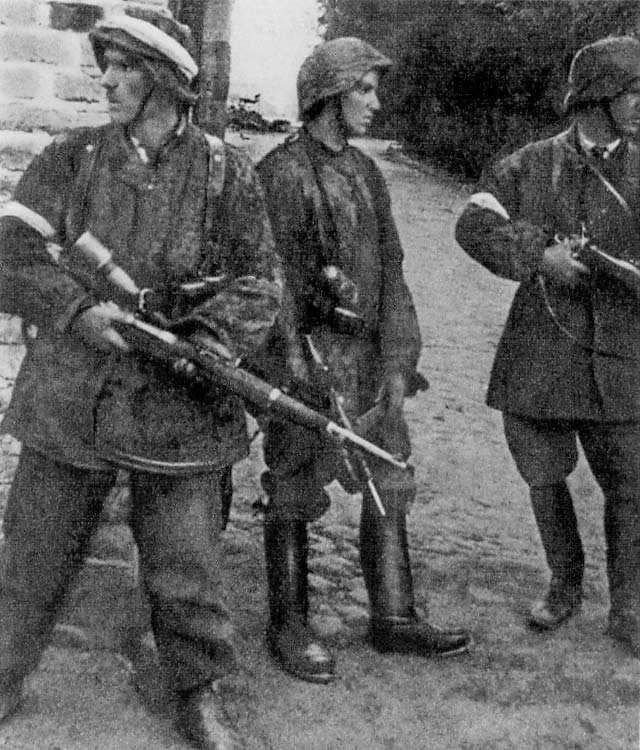

Rezistența poloneză în al doilea război mondial a fost o mișcare de rezistență din Polonia în celui de-al doilea război mondial care a luptat împotriva ocupației germane și sovietice. Mișcarea poloneză s-a înscris în mișcarea generală europeană de rezistență antifascistă. Rezistența împotriva ocupației militare a Germaniei a fost declanșată aproape imediat după începerea agresiunii naziste în ciuda faputului că, din punct de vedere geografic, Polonia dispunea de puține regiuni care se pretau la operațiunile de gherilă. Armia Krajowa (AK) (Armata Teritorială), brațul înarmat al Statului Secret Polonez, loială guvernului polonez în exil de la Londra, a fost formată dintr-un număr de mici grupuri în 1940. Din 1943, AK a avut o concurentă, Armia Ludowa (AL) (Armata Populară), sprijninită de Uniunea Sovietică și controlată de Polska Partia Robotnicza (Partidul Muncitoresc Polonez). În 1944, AK avea cam 380.000 de luptători slab înarmați Arhivat în 17 octombrie 2005, la Wayback Machine.. AL era mult mai puțin numeroasă, cam 30.000 de oameni Arhivat în 21 mai 2006, la Wayback Machine.. Partizanii polonezi au ucis aproximativ 150.000 de soldați ai Axei în timpul ocupației. 
În august 1943 și martie 1944, Statul Secret Polonez a anunțat planurile sale social-politice pe termen lung, concepute, cel puțin în parte, să contracareze planurilor populiste ale comuniștilor. Planurile promiteau o reformă agrară cuprinzătoare, naționalizarea industiilor principale, obținerea unor compensații teritoriale din partea Germaniei și restabilirea frontierelor estice interbelice. Principala diferență din punct de vedere politic dintre acest plan și cel al comuniștilor nu consta în reformele economice și sociale radicale, promovate în egală măsură de ambele tabere, ci în atitudinea diferită față de suveranitatea națională, granițele răsăritene și relațiile viitoare polono-sovietice.
În aprilie 1943, germanii au declanșat ultima fază a deportării evreilor din ghetoul din Varșovia, ceea ce a dus la izbucnirea răscoalei ocupanților ghetoului, (19 aprilie – 16 mai), prima insurecție armată împotriva germanilor în Polonia. Unele unități ale AK au încercat să sprijine răscoala din ghetou, dar, în cea mai mare parte a timpului, evreii au luptat singuri. Liderii evrei erau conștienți că revolta va fi înăbușită în sânge, dar au preferat să moară în luptă decât să fie deportați în lagărele de exterminare.
În timpul anului 1943, AK și-a pregătit forțele pentru declanșarea insurecției naționale. Planul a primit numele de cod Operațiunea Furtuna. Cele mai cunoscute acțiuni ale acestui plan au fost Operațiunea Ostra Brama și Insurecția din Varșovia. În august 1944, forțele sovietice se apropiau de Varșovia, iar guvernul polonez din exil a cerut AK să organizeze o insurecție în capitală, astfel încât să se poată reîntoarce în Varșovia eliberată și să prevină preluarea puterii de către comuniști. AK, sub conducerea lui Tadeusz Bór-Komorowski, a declanșat insurecția. Armata Roșie se afla la mai puțin de 20 km depărtare de capitala poloneză, dar, din considerente politice, Cartierul general sovietic a interzis trupelor sale să acorde vreun sprijin insurgenților. Stalin a descris insurecția drept o „aventură criminală”. Polonezii au așteptat și ajutorul Aliaților occidentali. Aviația britanică și poloneză din exil, cu bazele în Italia, au parașutat o anumită cantitate de arme, dar se pare că, în 1944, occidentalilor le era aproape imposibil să ajute în mod eficient insurecția poloneză fără sprijinul sovietic. 
Luptele din Varșovia au fost de-o violență extremă, cu lupte de stradă sângeroase. De partea insurgenților luptau cam 12.000 – 20.000 de voluntari, folosind în general arme ușoare de infanterie, împotriva celor 20.000 de soldați germani din SS și Wehrmacht. Speranțele lui Bór-Komorowski de a elibera Varșovia și a menține controlul asupra orașului până la reîntoarcerea guvernului din exil s-au dovedit deșarte. După 63 de zile de lupte grele, orașul a fost transformat în ruine, iar represiunea germană a fost sălbatică. Trupele auxiliare SS, recrutate în general dintre dezertorii din Armata Roșie, s-au făcut remarcate prin brutalitatea lor extremă. 
După ce luptătorii polonezi s-au predat, ei au fost tratați de către autoritățile militare germane ca prizonieri de război, dar populația civilă a suferit de pe urma represaliilor. Pierderile totale ale polonezilor au fost estimate la 150.000 – 300.000 de morți în luptă, 90.000 de civili trimiși în lagărele de muncă din Reich și alți 60.000 au fost deportați direct în lagărele de concentrare  Ravensbruck, Auschwitz, Mauthausen și altele. După încetarea luptelor, germanii au trecut la demolarea sistematică a clădirilor care nu fuseseră distruse definitiv. Insurecția din Varșovia a permis germanilor să distrugă AK, principalul beneficiar fiind sovieticii și comuniștii polonezi, care au format guvernul postbelic și care nu au mai trebuit să se teamă de o eventuală rezistență din partea unei forțe armate organizate. 
În ultimii ani ai războiului, au existat din ce în ce mai multe conflicte între partizanii polonezi și cei sovietici. Chiar după terminarea razboiului au mai existat unele grupuri sau luptători izolați care s-au opus cu arma în mână comuniștilor polonezi și aliaților lor sovietici. 